# ユダヤ教の祝祭日

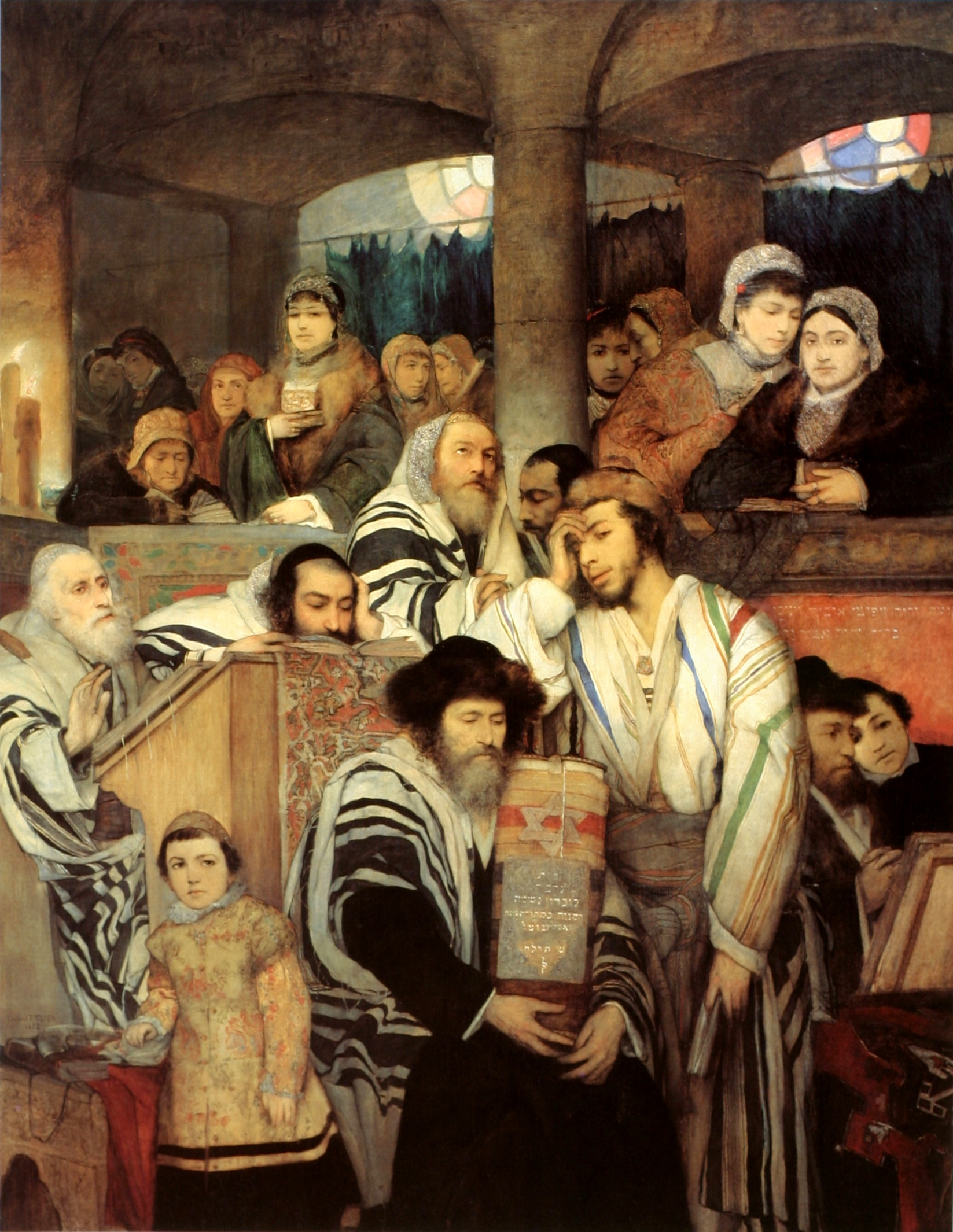
M. Gottlieb画、贖罪の日で祈るユダヤ人(1878)

ユダヤ教の祝祭日（ユダヤきょうのしゅくさいじつ、ヘブライ語: חגי ישראל ומועדיו、英語: Jewish holiday）では、ユダヤ教や現代のイスラエルの祝祭日の一覧を記す。
政暦とは、今日のユダヤ教で用いられている暦のことであり、教暦とは古代の農耕暦のことである。月名が2つ存在するのは、バビロン捕囚の前（列王記より前の書）と後（エズラ記より後の書）では用いた暦が異なるためである。ただし、エステル記ではテベトを「第十の月」、シワンを「第三の月」と呼んでいるため、教暦から政暦への移行はもっと後の時代のことであることが分かる。
また、第13月（閏月）は19年に7回の頻度で行われている。
下記に記載されている祝祭日は、古代から継続して行われているユダヤ教の祝祭（ハグ・イェフディー）に加え、ヨム・ハ・ショア、ヨム・ジカロン、ヨム・ハ・アツマウート、ヨム・イェルシャライムという現代イスラエルに関連している祝祭日（ハグ・ツィオニー）も含まれている。
政暦（教暦）
第1月（第7月）ティシュレー(תשרי)、エタニム（列王記上 8:2）
- 1-2日 ロシュ・ハシャナ、（新年祭）
- 3日 Tzom Gedaliah
- 10日 ヨム・キプル（贖罪日）
- 15-22日 スコット（仮庵の祭）

第2月（第8月）マルヘシュバン(מרחשון)、ブル（列王記上 6:38）
第3月（第9月）キスレヴ(כסלו)（ネヘミヤ記 1:1）
- 25日-翌月2日 ハヌカ（光の祭り、神殿奉献記念祭）

第4月（第10月）テベット(טבת)（エステル記 2:16）
- 10日 The Fast of Tenth of Tevet (Asara b'Tevet)（エルサレム占領日）

第5月（第11月）シュバット(שבט)（ゼカリヤ書 1:7）
- 15日 トゥ・ビ・シュバット（樹木の新年、植樹祭）

第6月（第12月）アダル(אדר)（エズラ記 6:15）、第一アダル
- 14日 プーリーム（エステル記の祭り）

閏月（第13月）ベアダル、第二アダル
第7月（第1月）ニサン(ניסן)（ネヘミヤ記 2:1）、アビブ（出エジプト記 13:4）
- 15-21日 ペサハ（過越祭、除酵祭）
- 27日 ヨム・ハショア（ホロコースト記念日）

第8月（第2月）イヤール(אייר)、ジウ（列王記上 6:1）
- 4日 ヨム・ジカロン（戦没者追悼日）
- 5日 ヨム・ハアツマウート（独立記念日）
- 28日 ヨム・イェルシャライム（エルサレムの日）

第9月（第3月）シワン(סיון)（エステル記 8:9）
- 6日 シャブオット（七週の祭、五旬節、ペンテコステ）

第10月（第4月）タムーズ(תמוז)
第11月（第5月）アブ(אב)
- 9日 ティシャ・ベアヴ（神殿崩壊日）

第12月（第6月）エルール(אלול)（ネヘミヤ記 6:15）